# 趙浚
趙 浚（チョ・ジュン、1346年 - 1405年）は、高麗末期から李朝初期の政治家。字は明仲、号は吁斎、松堂。諡号は文忠。本貫は平壌。

## 人物
趙仁規の曾孫で平壌に生まれた。1374年に科挙に及第し、1388年には李成桂の威化島回軍に付き従って重用され、恭譲王の擁立、田制改革の実行（1391年に科田法として施行）などの功績をあげ、李芳遠（のちの太宗）や鄭道伝と並んで李成桂の政権掌握を補佐した。また息子の趙大臨が太宗の次女（慶貞公主）と結婚し、王家の外戚に列した。
李朝成立後は内政と対明外交に活躍し、開国一等功臣に列し、また二度にわたる王子の乱では、李芳遠を支持し、定宗擁立への貢献で定社一等功臣に列した。太宗の即位後は、判門下府事を経て領議政府事に至り、配享功臣の七人のうちの一人に選ばれて宗廟の功臣堂に祀られた。
1397年、行政基本法典とされた「経済六典」を編纂している。